# Giuseppe Crestadoro
Giuseppe Crestadoro, auch Giuseppe Cristadoro (* um 1711 in Palermo; † 1808 in Messina), war ein italienischer Maler des Spätbarock auf Sizilien.

## Leben
Crestadoro wurde als Sohn eines Goldschmieds in Palermo geboren, wo ihn der Vater in die Lehre zu Vito D’Anna gab. 1743 nahm er seinen Wohnsitz in Messina, wo er zunächst die Fresken von Litterio Paladini in der Basilika Santa Barbara restaurierte. Es folgen zahlreiche Aufträge für Fresken und Tafelbilder, vorwiegend im Osten der Insel.
Die meisten Arbeiten Crestadoros in Messina gingen durch das große Erdbeben von 1908 verloren.

## Werke
- Ballsaal des Palazzo Ajutamicristo (Palermo): Deckenfresko “Ruhm des tugendhaften Prinzen”
- Chiesa San Antonio Abate (Palermo): Fresken „Geschichten um S. Antonius und der Jungfrau Maria“ (1781)
- Palazzo Canalotti und Villa Ajroldi (Palermo): Deckenfresken
- Chiesa SS. Annunziata (Sortino): Fresken „Mariä Verkündigung“
- Chiesa San Giovanni Evangelista (Sortino): zwei Tafelbilder
- Chiesa San Sebastiano (Sortino): Fresken
- Chiesa San Antonio Abbate (Sortino): Fresken (1778)
- Kathedrale (Syrakus): (Tafelbilder)
- Chiesa dell’Abadia di Gangi (Syrakus): Fresken
- Chiesa San Francesco (Syrakus): Kuppelfresken (bezeichnet “Joseph Cristadoro Panus pinxit 1777”)
- Chiesa di Santa Maria Maggiore (Ispica): Fresko „Moses empfängt die Gesetzestafeln“ (1783)
- Chiesa San Pietro (Agrigent): Fresken mit Szenen aus dem Leben der Apostel
- Collegio die Filippini (Agrigent): Tafelbild
- Chiesa San Sebastiano (Ferla): Tafelbild “Martyrium des S. Sebastian”
- Chiesa San Antonio (Ferla): Fresken
- Chiesa di S. Antonio Abate (Cassaro): Hauptaltarbild
- Parrocchia Maria SS. Ausiliatrice (Monteroni di Lecce): Tafelbild
- Santuario di San Giacomo Apostolo Maggiore (Capizzi): Fresken
- San Francesco di Paolo (Messina):Tafelbild „Heilige Familie und Hl. Antonius von Padua“
- Chiesa Santa Teresa (Messina): Tafelbilder
- Chiesa San Giuseppe (Ragusa): Tafelbild „Trinität und Engel“ (1801)
- Kathedrale, Cappella dell’Assunta (Reggio Calabria): Tafelbild „Mariä Himmelfahrt“